# Nicola Nanni
Nicola Nanni (Cidade de San Marino, 2 de maio de 2000) é um futebolista san-marinhense que atua como centroavante. Atualmente, joga pelo Torres, clube da Série C da Itália, e pela Seleção São-Marinhense. Ele é considerado um dos futebolistas san-marinhenses mais experientes junto com Massimo Bonini. Ele é um dos poucos futebolistas profissionais de San Marino.

## Carreira
Em julho de 2016, Nanni entrou no Cesena vindo do San Marino Calcio para sua primeira mudança fora de sua terra natal.
Ele assinou um contrato de 5 anos com o Crotone da Série B em 3 de agosto de 2018. Três dias depois, ele fez sua estreia profissional durante uma vitória por 4-0 contra Giana Erminio na Coppa Itália 2018-1919. Em 29 de agosto de 2019, ingressou no Monopoli por empréstimo.
Nanni recebeu o prêmio San Marino Golden Boy 2019, uma homenagem concedida ao melhor jogador de futebol de San Marino com menos de 23 anos.
Em 23 de setembro de 2020, ele voltou ao Cesena por empréstimo. Nanni foi emprestado novamente, desta vez para Lucchese 1905 da Série C, em agosto de 2021 para a temporada 2021–22.
Em 15 de julho de 2022, Nanni assinou um contrato de dois anos com o Olbia na Série C.
Em 6 de setembro de 2024, Nanni se juntou ao Torres, da Série C da Itália.

## Carreira internacional
Nanni fez sua estreia na seleção principal em 15 de novembro de 2018 em uma partida da Liga das Nações da UEFA de 2018–19 contra a Moldávia. Ele marcou seu primeiro gol pela seleção em 5 de setembro de 2021 em uma partida de qualificação para a Copa do Mundo da FIFA de 2022 contra a Polônia. Embora San Marino tenha perdido por 7–1, o gol de Nanni foi o primeiro gol de seu país em casa na qualificação para a Copa do Mundo em oito anos.

## Estatísticas

### Internacional
Atualizadas até 19 de junho de 2023.

### Seleção Principal
| Ano   |       |      |
| Ano   | Jogos | Gols |
| ----- | ----- | ---- |
| 2018  | 2     | 0    |
| 2019  | 8     | 0    |
| 2020  | 3     | 0    |
| 2021  | 11    | 1    |
| 2022  | 3     | 0    |
| 2023  | 4     | 0    |
| Total | 31    | 1    |

|    | Data                  | Local                                               | Resultado | Adversário  | Gols | Competição                     |
| -- | --------------------- | --------------------------------------------------- | --------- | ----------- | ---- | ------------------------------ |
| 1. | 5 de setembro de 2021 | Stadio Olimpico di Serravale, Serravale, San Marino | 1–7       | {{Polônia}} | 1    | Eliminatórias da Copa do Mundo |

## Prêmios Individuais
- Melhor Jogador Jovem de San Marino: 2019